# Hôtel de ville de Roquemaure
L'hôtel de ville de Roquemaure est un édifice civil accueillant les institutions municipales de la ville de Roquemaure, dans le département du Gard et la région Occitanie. Il fait l'objet d'une inscription au titre des monuments historiques depuis 1949.

## Localisation
L'hôtel de ville est situé place du Marché.

## Mobilier
- Douze canapés et fauteuils du XVIIIe siècle, classés à titre objet des monuments historiques depuis le 26 août 1927[2]
- Des lambris de revêtement, une cheminée, une console, du XVIIIe siècle, classés à titre objet des monuments historiques depuis 26 août 1927[3]